# Татир-Узяк
Тати́р-Узя́к (рос. Татыр-Узяк, башк. Татыр-Үҙәк) — село у складі Хайбуллінського району Башкортостану, Росія. Адміністративний центр Татир-Узяцької сільської ради.
Населення — 1146 осіб (2010; 1131 в 2002).
Національний склад:
- башкири — 56%
- росіяни — 40%